# Großer Sulzberg
Großer Sulzberg – szczyt w Alpach Türnitzkich, części Północnych Alp Wapiennych. Leży w Austrii, w kraju związkowym Dolna Austria. Jest to najwyższy szczyt Alp Türnitzkich.